# Форсселль, Грю
Грю Шарлотта Коссек Форсселль (швед. Gry Charlotta Kossek Forssell), урождённая Грю Херминге (швед. Gry Herminge; род. 16 февраля 1973 года, Векшё) — шведская телеведущая и радиоведущая.

## Биография
Родилась 16 февраля 1973 года в Векшё. Дочь певца Томаса Форсселя и журналистки Рагнхильд Херминге. Выросла в Лулео, воспитывалась матерью. Став взрослой, взяла себе фамилию биологического отца.
В 1991 году, после окончания средней школы в Лулео, снялась в сериале Byhåla в роли Беттан, официантки в закусочной. В 1992 году начала телевизионную карьеру, став ведущей молодёжной редакции телеканала SVT в Векшё. Вместе с Перниллой Монссон-Кольт и Пером Дальбергом вела программы PM и Pickup.
В 1994 году ушла с SVT, после чего работала на разных телеканалах. Вела программу о кино Filmguiden на TV1000, программы о путешествиях Vinnare med V75 и På Plats на TV4.В 1998—2001 годах вместе с Ульрикой Эрикссон вела программу о стиле жизни Silikon на TV3, а также шведскую версию телеигры «Форт Боярд» на том же канале. Также была ведущей передачи Sommartoppen на Шведском радио (1994—1999).
В 2004 году Форсселл перешла на радио Mix Megapol, где работает и в настоящее время. Вместе с Андерсом Тимеллем была ведущей утреннего радио-шоу Äntligen Morgon, которое дважды получило награду шведской Радиоакадемии в номинации «Утро года» — в 2005 году и в 2008 году. В настоящее время это шоу выходит под названием «Грю Форселл с друзьями» (швед. Gry Forssell med vänner).
В 2007 году Форселл вместе с Адамом Аслингом вела викторину Pokerfejs на канале TV4, с 2008 года она ведёт хоровое шоу Körslaget на том же канале. В 2011 и 2012 годах вела на TV1000 шведскую версию реалити-шоу «Большой Брат».

## Личная жизнь
Родители Грю — певец Томас Форссель и журналистка Рагнхильд Херминге. Дедушка — писатель, сценарист и журналист Свен Форсселль. Дядя (сводный брат отца) — актёр Йоханнес Брост. Замужем за Александром (Алексом) Коссеком, в их семье двое детей.
Грю Форссель — болельщица хоккейного клуба «Лулео», плакат с названием клуба висит на её рабочем месте в студии на радиостанции Mix Megapol. Является почётным членом клуба «Лулео».

## Радио- и телевизионные программы, в которых участвовала Грю Форссель
- Byhåla, SVT, 1992
- PM, SVT, 1992—1993
- Pickup, SVT, 1993
- Filmguiden, TV1000, 1995
- På plats, TV4, 1995
- Äventyr, SVT, 1997
- Silikon, TV3, 1998—2001
- Jakten på ökenguldet (tävlande), TV3, 1999
- Fångarna på fortet, TV3, 1999—2000
- Vilda djur, TV3, 2001
- Harem, TV3, 2002
- Prestanda, TV3, 2003
- Izabellas bröllop, TV3, 2004
- Äntligen morgon, радио Mix Megapol, 2004-
- Pokermiljonen, TV4, 2005
- Rampfeber, TV4, 2006
- Sommarkrysset, TV4, 2006-08, 2010-
- Högsta domstolen, SVT, 2006 (гость)
- Vinterkrysset, TV4, 2006
- Pokerfejs, TV4, 2007
- Grammisgalan, TV4, 2008—2009
- Körslaget TV4, 2008—2013
- Fyra bröllop TV4, 2011
- Big Brother TV11, 2011—2012
- Gladiatorerna TV4, 2011-
- O, Helga Natt TV4, 2014
- Sveriges Bästa TV4, 2018—2019